# Паро (аеропорт)

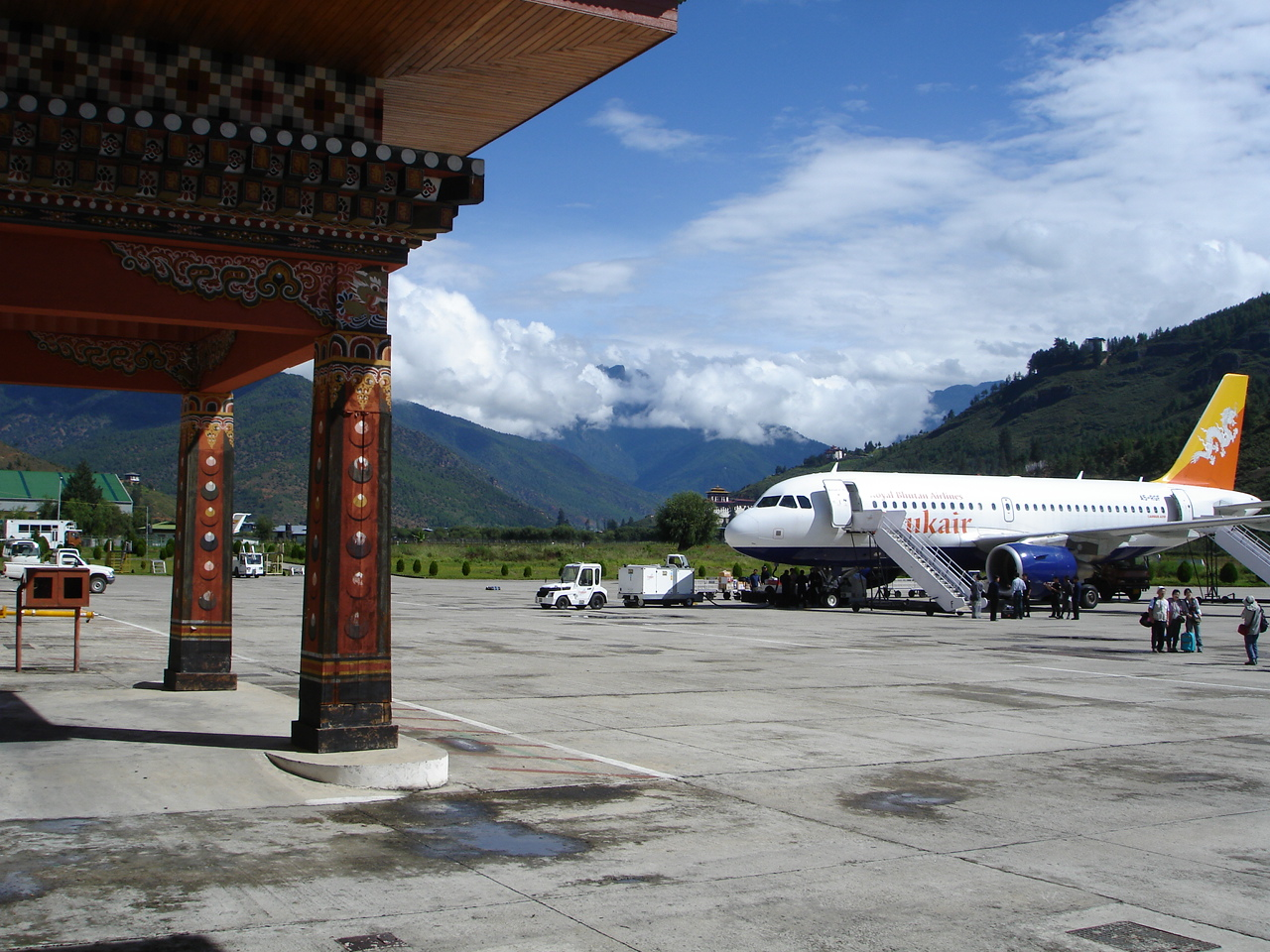
Літак авіакомпанії Druk Air поблизу будівлі терміналу аеропорту Паро

Міжнародний аеропорт Паро (дзонґ-ке སྤ་རོ་གནམ་ཐང༌ паро канам тханг) — один з чотирьох аеропортів у Королівстві Бутан. Розташований за шість кілометрів від міста Паро на висоті більш ніж дві тисячі метрів у вузькій долині річки Паро, аеропорт оточений вершинами-п'ятитисячниками, тому вважається одним з найскладніших на планеті. Крім Паро у Бутані з 2009 року почав працювати ще один аеропорт — аеропорт Йонгпхулла у місті Трашіганг. Аеропорт заснований у 1968 році. Інші три засновані вже після 2000-х. Також планується створення мережі малих аеропортів по всій країні, але станом на 2019 рік діє всього 4 аеропорти, з них лише Паро — міжнародний.

## Авіакомпанії та напрямки
Національний авіаперевізник Drukair здійснює польоти з Паро та базується у ньому. Виконує рейси за напрямками: Баґдоґра (Індія), Бангкок, Делі, Дакка, Гая, Катманду, Калькутта. Рейси виконуюється на Airbus A319, на які встановлено двигуни з більш високою тягою від A320.
У 2010 році уряд Бутану дозволив польоти в Паро непальській авіакомпанії Buddha Air. Рейси здійснюються на літаках Ratheon Beech 1900. Польоти розпочаті з 23.08.2010 р.